# Тікі-така
«Тікі-така» (ісп. tiqui-taca) — назва одного зі стилів гри у футбол, що ґрунтується на володінні ініціативою та м'ячем упродовж порівняно тривалого часу гри.
Фахівці відзначають, що для гри в короткий пас на великих швидкостях потрібний постійний рух, що був характерний для тотального футболу збірної Голландії 1970-х років, який можна вважати предком «тікі-таки»
У подібному стилі грав у 1980-х роках «Спартак» Москва (т. зв. «спартаківські мережива») під керівництвом Костянтина Бєскова.
Протягом останніх трьох переможних для себе міжнародних турнірів (двох чемпіонатів Європи — 2008, 2012 та одного чемпіонату світу — 2010) у стилі «тікі-така» грає національна збірна команда Іспанії під керівництвом головного тренера Вісенте Дель Боске, а також «Барселона» з сезону 2008/09 до 2013 року (Хаві, Іньєста, Сеск Фабрегас, Ліонель Мессі).